# Minnesota Fighting Saints (1976–1977)
Minnesota Fighting Saints var andra upplagan av en professionell ishockeyklubb i St. Paul, Minnesota, som spelade i World Hockey Association under säsongen 1976–77.

## Historia
Eftersom NHL hade placerat ett lag i Cleveland, Ohio, kände sig ägaren till Cleveland Crusaders tvungen att flytta sitt lag. Man beslöt då att flytta laget till St. Paul i Minnesota och tog samma namn som den nyligen nedlagda klubben Minnesota Fighting Saints. Men då ägaren inte hittade någon lokal ägare lades klubben abrupt ned 20 januari 1977 efter endast 42 spelade matcher.
Klubben spelade sina hemmamatcher i St. Paul Civic Center.